# Districtul Chekfa
Chekfa este un district din provincia Jijel, Algeria.